# Eliana
Eliana（エリアンナ、1985年5月14日 - ）は、日本の歌手、女優。東京都世田谷区出身。私立堀越高等学校卒業。血液型A型。
あだ名は「エリー」「エリーちゃん」など。

## 略歴・人物
- 父親がブラジル人（ミュージシャン）で母親が日本人のハーフ。7歳のときには父親のステージで歌いはじめ、『亀渕友香 & the Voice of Japan』にも参加していた[1]。
- 2000年、クラリオンガール・スカラーシップに最年少の15歳で選ばれた。同年プライエイドよりデビュー。
- 2003年、DJ KAORIプロデュースによりフナイエンタテイメント・ジャパンから再デビュー。

## ディスコグラフィー

### シングル
1. WON'T BE LONG（2000年11月22日）
  1. Won't be long 2001Version（バブルガム・ブラザーズのカバー）
  2. SUKIYAKI（坂本九のカバー）
  3. Won't be long 2001Version(English Version)
  4. Won't be long 2001Version(Back track)
  5. SUKIYAKI(BACK TRACK)
2. Let's Stay Together（2003年10月15日）
  1. Let's Stay Together
  2. Let's Stay Together-Remix feat.DJ KAORI(with Rap)
  3. Brand New Day
  4. Let's Stay Together(Instrumental)
3. 明るい未来（2004年2月25日）
  1. 明るい未来
  2. 明るい未来-remix- feat.YOU THE ROCK★
  3. SHOW ME LOVE
  4. 明るい未来-instrumental
4. rush〜その先の何か〜（2004年5月26日）
  1. rush〜その先の何か〜
  2. so into you
  3. rush〜その先の何か〜(instrumental)
5. Love Is Power.ラヤラヤ/柊 ひいらぎ（2006年2月8日）
  1. Love Is Power.ラヤラヤ
  2. 柊 ひいらぎ
  3. Love Is Power.ラヤラヤ(without Eliana's man vocal.カラオケ)
  4. 柊 ひいらぎ(without Eliana's man vocal.からおけ)

### アルバム
1. E party（2004年7月21日）
  1. FEEL GOOD TIME
  2. What a girl wants
  3. オシエテ今スグニ
  4. Let's Stay Together -remix-
  5. so into you
  6. SHOW ME LOVE
  7. Sunset
  8. rush 〜その先の何か〜
  9. Party up
  10. 明るい未来 -remix-
  11. THE ROSE
2. Sincerely Yours,  (2021年）
  1. Love Letter In Secret
  2. あの鐘を鳴らすのはあなた
  3. Time To Say Goodbye
  4. 雪の華
  5. Home
  6. You and I (Precious Version)
  7. Angels We Have Heart On Hight
  8. あなたの空
  9. ぞうさん

### ゲスト参加作品
Jazztronik 『Dig Dig Dig』（2011年6月8日）
- 10. Dare feat.Mika Arisaka & Eliana
- 13. Humming Bird feat.Mika Arisaka & Eliana

| 発売日         | タイトル                                                                      | 曲名                                                              | レーベル         | 規格品番                                        | 備考 |
| -------------- | ----------------------------------------------------------------------------- | ----------------------------------------------------------------- | ---------------- | ----------------------------------------------- | --- |
| 2014年11月5日  | "CHOICE III" BY NONA REEVES                                                   | - WHAM RAP! (ENJOY WHAT YOU DO) - BAD BOYS - EVERYTHING SHE WANTS | ビルボード       | HBRJ-1014                                       | |
| 2016年5月18日  | 澤野弘之「甲鉄城のカバネリ オリジナル・サウンドトラック」                     | - KABANERIOFTHEIRONFORTRESS - icon                                | アニプレックス   | SVWC-70149                                      | アニメ「甲鉄城のカバネリ」挿入歌 |
| 2017年6月14日  | 澤野弘之「Re:CREATORS Original Soundtrack」                                   | - AL:Lu - BRAVE THE OCEAN                                         | アニプレックス   | SVWC-70267                                      | アニメ「Re:CREATORS（レクリエイターズ )」挿入歌                                                                                               |
| 2017年6月21日  | 澤野弘之「Re:CREATORS BGM Re:ARRANGE CD」 (BD&DVD 1 特典DISC)                 | BRAVE THE OCEAN <MODv>                                            | アニプレックス   | - BD／NZX-13551 - DVD／ANZB-13551               | アニメ「Re:CREATORS」挿入歌 リアレンジ |
| 2017年9月20日  | SawanoHiroyuki[nZk]「2V-ALK」                                                 | ëmot1on                                                           | SACRA MUSIC      | - 初回生産限定盤／VVCL-1098 - 通常盤／VVCL-1100 | 2015年、澤野弘之『BEST OF SOUNDTRACK【emU】』、『o1』発売記念に開催された「全国CDショップディスプレイコンテスト」の最優秀賞店舗書き下ろし楽曲 |
| 2019年4月24日  | 澤野弘之「甲鉄城のカバネリ COMPLETE SOUNDTRACK」                              | S_TEAM                                                            | アニプレックス   | SVWC-70406                                      | スマホ&PCゲーム「甲鉄城のカバネリ -乱- 始まる軌跡」主題歌                                                                                     |
| 2019年6月26日  | 澤野弘之「進撃の巨人 Season 3 オリジナル・サウンドトラック」                  | SymphonicSuite［AoT］Part2-1st:ətˈæk 0N tάɪtn <WMId>              | ポニーキャニオン | SVWC-70406                                      | アニメ「進撃の巨人」Season 3 挿入歌 |
| 2020年11月18日 | 「進撃の巨人 〜クロニクル〜」澤野弘之リアレンジver. EDテーマCD                | AOT2013-2019                                                      | ポニーキャニオン | - BD／PCXG-50754 - DVD／PCBG-53488              | - Blu-ray&DVD初回限定版特典 - 映画「進撃の巨人 〜クロニクル〜」エンディングテーマ                                                             |
| 2022年6月22日  | 澤野弘之・KOHTA YAMAMOTO「進撃の巨人 The Final Season」Original Soundtrack 02 | ət'æk 0N tάɪtn <TFSv>                                             | ポニーキャニオン |                                                 | - 配信限定 - アニメ「進撃の巨人」The Final Season 87話 挿入歌                                                                                 |

## 出演

### PV
- 1990年　AMAZONS　「Kiss In The Dark」[2]

### ライヴツアー
- 2008年　HY　「HY PACHINAI×32 BAMMICASUNDOH TOUR '08」（コーラス参加）
- 2009年　K　「live K tour 2009 Traveling Song 〜K meets THE THRILL〜」（コーラス参加）
- 2013年　BENI　「Red Live Tour 2013」（コーラス参加）
- 2015年　TUBE　「TUBE LIVE AROUND 2015　Your TUBE ＋My TUBE」（コーラス参加）

### 舞台
- 2001年 『セツアンの善人』 （赤坂ACTシアター・シアタードラマシティ）
- 2008年 『RENT』（シアタークリエ・シアターBRAVA!）
- 2010年 『RENT』（シアタークリエ）
- 2012年 『アイ・ガット・マーマン』【ファビュラス・キャスト】（シアタークリエ）
- 『ウィズ〜オズの魔法使い〜』 
  - （2012年9月28日 - 30日、KAAT神奈川芸術劇場ホール）
  - （2012年10月4日 - 7日、梅田芸術劇場メインホール）
  - （2012年10月18日 - 28日、東京国際フォーラムホールC）
  - （2012年11月3日 - 6日、中日劇場）
- 2014年、『愛の唄を歌おう』（東急シアターオーブ、オリックス劇場）
- 2014年、ミュージカル『イン・ザ・ハイツ』（シアターコクーン）他
- 2014年、鈴木おさむ脚本・演出　今田耕司主演　『A.V.M』（俳優座劇場）
- 2014年、ヴェローナの二紳士（日生劇場）他
- 2015年、『ウィズ〜オズの魔法使い〜』 再演 （東京国際フォーラムホールC）他
- 2016年、ミュージカル『プリシラ』 - DIVA 役
- 2017年、ミュージカル『キューティ・ブロンド』（シアタークリエ、メルパルクホール大阪）他[3]
- 2017年、ミュージカル『ビューティフル』（帝国劇場） - ジャネル・ウッズ、シュレルズ 役
- ミュージカル『メリー・ポピンズ』 - ミセス・コリー 役[4]
  - （2018年3月18日 - 5月7日、東急シアターオーブ）
  - （2018年5月19日 - 6月5日、梅田芸術劇場メインホール）
  - （2022年3月31日 - 5月8日、東急シアターオーブ）
  - （2022年5月20日 - 6月6日、梅田芸術劇場メインホール）
- 2018年、ミュージカル『深夜食堂』 - マリリン松嶋 役
- 2019年、ミュージカル『ファントム』- カルロッタ 役
- 2020年、ミュージカル『NiNE』- ネクロフォラス 役
- 2021年、ミュージカル『ジャック・ザ・リッパー』- ポリー 役
- 2022年、ミュージカル『ヘアスプレー』- “モーターマウス”メイベル 役[5]
- 2023年、ミュージカル『バンズ・ヴィジット』-イリス 役
- 2023年、TOHO MUSICAL LAB.『わたしを、褒めて』[6]
- 2024年、ブロードウェイ・ミュージカル『IN THE HEIGHTS イン・ザ・ハイツ』 - ダニエラ 役[7][8]
- 2025年、ミュージカル『SIX 日本キャスト版』 - アナ・オブ・クレーヴス 役[9]
- 2025年、『Fantasy on Ice 2025 in MAKUHARI』[10]
- 2025年、『songs for a new world』[11]

### イメージソング関連
- 2004年「鈴鹿8時間耐久ロードレース」前夜祭出演

### ゲーム
- 2017年　Nintendo Switch『ARMS』「ARMSグランプリ公式ソング」歌唱
- 2018年　『RPGツクールMV Trinity』歌唱（歌詞は英語）入りサンプル楽曲（全5曲収録されており共に英語歌詞）公式サイトにて楽曲の一部を試聴可能。